# Aydie
Aydie ist eine französische Gemeinde mit 134 Einwohnern (Stand 1. Januar 2022) im Département Pyrénées-Atlantiques in der Region Nouvelle-Aquitaine (vor 2016: Aquitanien). Die Gemeinde gehört zum Arrondissement Pau und zum Kanton Terres des Luys et Coteaux du Vic-Bilh (bis 2015: Kanton Garlin).
Der Name in der gascognischen Sprache lautet Aidia.

## Geographie
Aydie liegt circa 50 Kilometer nordöstlich von Pau in der Region Vic-Bilh des Béarns am nördlichen Grenzgebiet des Départements zu den benachbarten Départements Gers und Hautes-Pyrénées.
Umgeben wird der Ort von den Nachbargemeinden:
|            | Viella (Gers)                               |                               |
| Aubous     | Kompassrose, die auf Nachbargemeinden zeigt | Saint-Lanne (Hautes-Pyrénées) |
| Mont-Disse | Arrosès                                     |                               |

Aydie liegt im Einzugsgebiet des Flusses Adour. Einer seiner Zuflüsse, der Saget, fließt zu einem großen Teil an der östlichen Gemeindegrenze. Der Bach Boutigué, ein Zufluss des Saget, mündet in diesen am nordöstlichen Rand des Orts.

## Geschichte
In der Urgeschichte sind Siedlungen an geografisch bevorzugten Stellen gegründet worden. Funde von Steinbeilen an kaum erkennbaren Resten eines früheren Lagers belegen, dass dies auch bei Aydie der Fall war angesichts der Lage auf einer Anhöhe zwischen den Flüssen Larcis und Saget. Ein anderes Lager, genannt „Caesars Lager“, weist auf eine Besiedelung in der gallorömischen Zeit hin.
Im Jahre 1385 ist bei einer Volkszählung Aydie als Aidie erwähnt worden. Es wurden 25 Haushalte gezählt und vermerkt, dass das Dorf in der Bailliage von Lembeye liegt. Bei einer weiteren Volkszählung 1542 erscheint der Ort als Aydia, 1675 als Ayrie.
Im Mittelalter etabliert sich ein Lehen im Weiler Herm, abhängig vom Vicomte von Béarn. Es gehörte zunächst der Familie de Sainte-Colome, von 1624 bis zur Französischen Revolution der Familie de Capdeville. Der Blick auf die Carte de Cassini, die 1750 entstand, zeigt ein Schloss in dem Besitz der Letztgenannten, welches heute nicht mehr existiert.
Die romanische Kirche aus dem 11. Jahrhundert und das Schloss Peyré haben hingegen die Zeiten bis heute überdauert.

### Einwohnerentwicklung
Nach dem Höhepunkt von 345 Einwohnern in der Mitte des 19. Jahrhunderts ist die Zahl bis in die heutigen Tage auf nur noch wenig über ein Drittel des Maximums gesunken.
| Jahr      | 1962 | 1968 | 1975 | 1982 | 1990 | 1999 | 2006 | 2009 | 2014 |
| --------- | ---- | ---- | ---- | ---- | ---- | ---- | ---- | ---- | ---- |
| Einwohner | 197  | 191  | 173  | 167  | 165  | 136  | 147  | 145  | 134  |

## Sehenswürdigkeiten

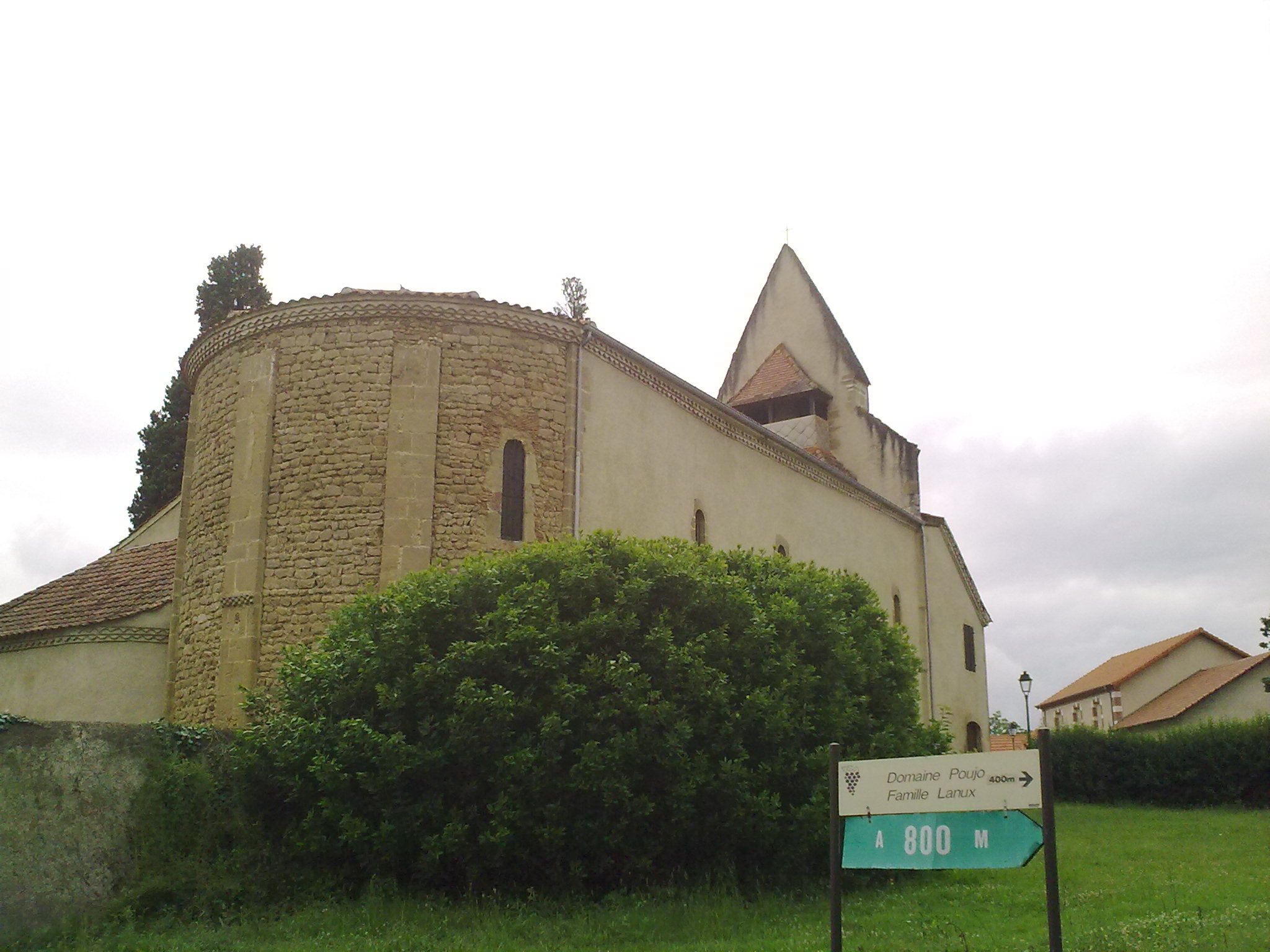
Kirche Saint-Jean-Baptiste

- Kirche, gewidmet Johannes dem Täufer. Das Kirchenschiff und die halbkreisförmige Apsis stammen aus dem 11. Jahrhundert. Der Glockengiebel wurde im 16. Jahrhundert auf den westlichen Teil des Gebäudes gesetzt. Er wird gestützt von zwei dicken Strebewerken und durchbrochen von einer überdachten, korbbogenförmigen Tür. Im 18. Jahrhundert wurden das Seitenschiff und der Vorbau des Eingangs hinzugefügt. Im 19. Jahrhundert sind Restaurierungen eingeleitet worden, jedoch ohne dass sie fertiggestellt wurden. Das Kircheninnern ist reichhaltig ausgestattet mit vielen Gegenständen, die als nationale Kulturgüter registriert sind. Das Tonnengewölbe ist mit sternförmigen Kassetten bemalt. Die Monstranz ist ein Geschenk von Napoleon III. aus dem Jahre 1868. Je ein Altarretabel schmückt den Chor und das Seitenschiff. Das erstere zeigt ein Gemälde, das Jesus Christus am Kreuz zwischen Maria, dem Apostel Johannes und Maria Magdalena darstellt.[9] Der Blick auf das Retabel des Seitenschiffs hingegen fällt auf eine Statue mit Maria und ihrem Jesuskind auf dem linken Arm. In ihrer rechten Hand hält sie eine Spindel, Jesus hält einen Globus in seiner linken Hand. Die Statue steht vor einem blauen Sternenhimmel, eingerahmt von korinthischen Säulen und symbolisiert die Königin des Himmels und der Erde. Aufzeichnungen der Kirche belegen den Kauf im Jahre 1839 oder 1840.[10] Zwei Gemälde zeigen Szenen aus dem Leben von Johannes dem Täufer. Das erste Bild ist eine Kopie aus dem 18. Jahrhundert des Gemäldes „Johannes der Täufer in der Wüste“ von Giovanni Battista Gaulli, dessen Original im Louvre aufbewahrt wird.[11] Das zweite Bild zeigt die Taufe Jesu durch Johannes. Auch hier handelt es sich um eine Kopie des 18. Jahrhunderts von einem Gemälde des französischen Malers Pierre Mignard, das in der Kirche Saint-Jean-du-Marché in seiner Heimatstadt Troyes besichtigt werden kann.[12]

- Schloss Peyré. Es trägt den Namen eines in Frankreich sehr bekannten Bewohners, des Schriftstellers Joseph Peyré, der in Aydie geboren war und das Haus zeitweise bewohnte. Das Schloss ist 1895 im Auftrag eines Magistrats aus Paris mit Namen Commassous gebaut worden. Die Schlossanlage umfasst neben dem Haupthaus mit steilen, schiefergedeckten Zeltdächern eine Scheune, einen Hühnerstall, einen Schweinestall, eine Remise und einen Fischteich.[13]

## Wirtschaft und Infrastruktur

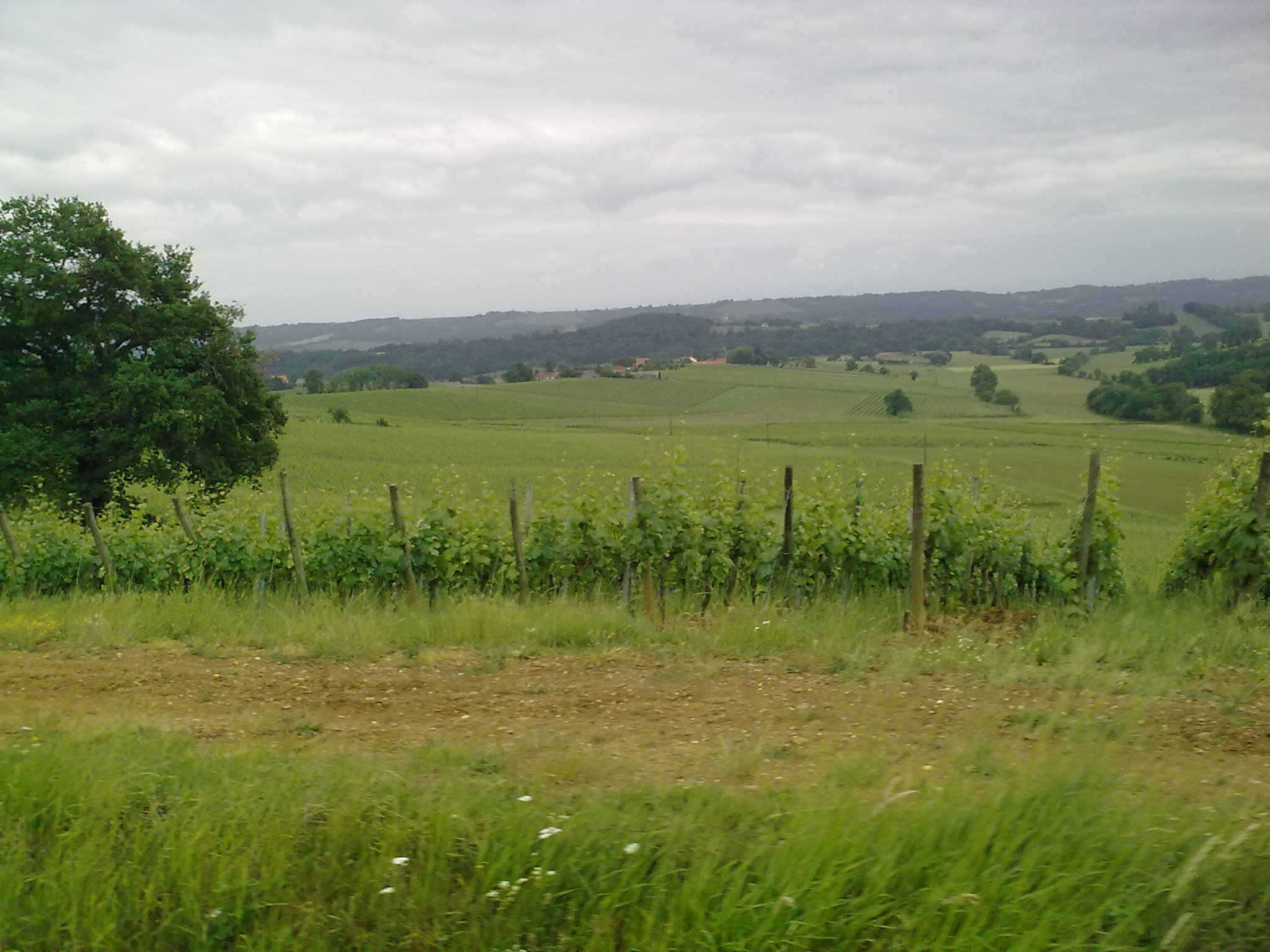
Weinfelder in Aydie

Der Schwerpunkt der Wirtschaft liegt auf dem Weinanbau. Aydie liegt in den Zonen AOC der Weinanbaugebiete des Béarn, Madiran und Pacherenc du Vic-Bilh.

### Verkehr
Aydie wird durchquert von den Routes départementales 292 und 317.

## Persönlichkeiten
Joseph Peyré (geboren in Aydie am 13. März 1892, gestorben in Cannes am 26. Dezember 1968). Er studierte am Lyzeum in Pau, später in Paris und Bordeaux. Nachdem er Abschlüsse in Philosophie und Rechtswissenschaft erlangt hatte, stürzte er sich in den Journalismus und in die Schriftstellerei, die sich hauptsächlich um die Themen Wüste, Spanien und Hochgebirge drehten. Mit seinem Roman Sang et Lumières (deutsch: „Blut und Lichter“), der in Spanien spielt, gewann Joseph Peyré 1935 den Prix Goncourt, den bekanntesten französischen Literaturpreis. In anderen Werken erzählte er über seine Kindheit im Béarn und würdigte seine Heimatregion. Er liegt begraben auf dem Friedhof in Aydie neben seiner Frau, die auch Schriftstellerin war.